# Giovanni B. Sala
Giovanni Battista Sala SJ (* 28. April 1930 in Terno d’Isola; † 15. März 2011 in München) war ein italienischer katholischer Theologe und Philosoph.

## Leben
Giovanni B. Sala trat 1947 dem Jesuitenorden bei und studierte Theologie an der Päpstlichen Universität Gregoriana in Rom und Philosophie an der Philosophischen Fakultät Aloisianum in Gallarate (Fondazione Centro Studi Filosofici Gallarate). 1961 empfing er die Priesterweihe. An der Rheinischen Friedrich-Wilhelms-Universität Bonn wurde er 1970 bei Gottfried Martin (1901–1972) mit einer Studie über Kants Kritik der reinen Vernunft und Lonergans Insight zum Dr. phil. promoviert. 
Seit 1971 lehrte Sala als Professor an der ordenseigenen Hochschule für Philosophie in München. Schwerpunkte seiner Arbeit waren die Philosophie Kants und Lonergans.
Zwanzig Jahre nach seiner Dissertation und vielen fachwissenschaftlichen Artikeln (daneben Werke in italienischer Sprache) erschien seine zweite Monographie in deutscher Sprache: „Kant und die Frage nach Gott. Gottesbeweise und Gottesbeweiskritik in den Schriften Kants“ (1990), welche bis heute als Standardwerk gilt und international zitiert wird. Kant beurteilte er vom aristotelisch-thomistischen Standpunkt Lonergans aus. Sala stand der Gustav-Siewerth-Akademie nahe.

## Veröffentlichungen (Auswahl)
- Die Struktur der menschlichen Erkenntnis. Eine Erkenntnislehre, Darmstadt: Wissenschaftliche Buchgesellschaft: 2009.*
- Kontroverse Theologie. Ausgewählte theologische Schriften. Festgabe zum 75. Geburtstag, hg. von Ronald K. Tacelli und Ulrich L. Lehner, Bonn 2005.*
- Kants Kritik der praktischen Vernunft. Ein Kommentar Darmstadt: Wissenschaftliche Buchgesellschaft: 2004.*
- Die Christologie in Kants "Religion innerhalb der Grenzen der bloßen Vernunft". Weilheim-Bierbronnen 2000.
- Kirchliche Beratungsstellen und Mitwirkung am Abtreibungsgesetz. Eine moraltheologische Untersuchung. Frankfurt a. M. 1998.
- Kant über die menschliche Vernunft. Die Kritik der reinen Vernunft und die Erkennbarkeit Gottes durch die praktische Vernunft. Weilheim-Bierbronnen 1993.
- Kant und die Frage nach Gott. Gottesbeweise und Gottesbeweiskritik in den Schriften Kants. Berlin/New York 1990.